# Geoffrey Dellus
Geoffrey Dellus (ur. 6 maja 1979 roku w Tuluzie) – francuski kierowca wyścigowy.

## Kariera
Dellus rozpoczął karierę w wyścigach samochodowych w 1999 roku od startów w Formule France. Z dorobkiem trzydziestu punktów uplasował się tam na trzeciej pozycji w klasyfikacji generalnej. W późniejszych latach pojawiał się także w stawce Francuskiej Formuły Ford, Festiwalu Formuły Ford, World Series by Nissan, Europejskiego Pucharu Formuły 3, Francuskiej Formuły 3, Francuskiej Formuły Renault, Peugeot RC Cup, French GT Championship, FIA GT3 European Championship, Diester Racing Cup, Bioracing Series oraz SEAT Leon Supercopa France.
W World Series by Nissan Francuz wystartował w szesnastu wyścigach sezonu 2001 z francuską ekipą Epsilon by Graff. Uzbierane 18 punktów dało mu czternaste miejsce w końcowej klasyfikacji kierowców.